# Gestione dei diritti digitali
L'espressione gestione dei diritti digitali (in inglese digital rights management, DRM) indica l'insieme delle attività tecniche e legali tramite le quali i titolari di diritto d'autore e derivati possono tutelarli, esercitarli e amministrarli nell'ambiente digitale.

## Storia
Già alcuni software degli anni ottanta del XX secolo cominciavano a sperimentare queste nuove tecnologie, ma solo con la diffusione in massa delle opere audiovisive le case di produzione e distribuzione iniziarono a implementare sistemi DRM sui propri supporti.
A partire dagli anni novanta e con l'avvento delle tecnologie digitali, copiare un file multimediale (audio o video) è diventato semplice e non comporta, a differenza dei supporti analogici, una diminuzione della qualità. Grazie alla diffusione di strumenti digitali per l'accesso a contenuti multimediali, quali personal computer, MP3 player, telefonini di nuova generazione, lettori di divx e alla diffusione dell'accesso a Internet a banda larga e delle reti peer to peer, l'accesso e la distribuzione in tutto il mondo di contenuti multimediali è alla portata di ogni singolo utente, creando nuovi scenari capaci di modificare il consolidato sistema autore-distributore-cliente.

## Descrizione generale
Si tratta di misure di sicurezza incorporate nei computer, negli apparecchi elettronici e nei file digitali, consistenti nella possibilità di rendere protette, identificabili e tracciabili le opere dell'ingegno tutelate. Alla base del funzionamento dei DRM ci sono due elementi chiave: l'inserimento di metadati nel file, cioè dati nascosti leggibili solo attraverso specifici software; e la crittografia, cioè la possibilità di rendere leggibile il contenuto protetto solo disponendo di una chiave di cifratura.
Tramite i DRM, i file audio o video vengono codificati e criptati in modo da garantire una diffusione più controllata, rendere più difficile la duplicazione e consentirne un utilizzo che sia:
- limitato (ad esempio solo per determinati periodi di tempo o per determinate destinazioni d'uso);
- predefinito nella licenza d'accesso fornita (separatamente) agli utenti finali.

I file così prodotti portano con sé le diciture di copyright, e possono essere arricchiti con altre informazioni, come immagini, biografia degli autori, collegamenti, ecc. L'accesso ai contenuti da parte degli utenti finali avviene secondo procedure di profilazione e autenticazione che permettono di distribuire i file richiesti nelle modalità previste dalla licenza sottoscritta dall'utente.
L'attivazione di un codice seriale, che corrisponde al costo di licenza, era una modalità di difesa del diritto d'autore, più facile da violare rispetto ai sistemi di DRM. La validazione del codice può avvenire direttamente sul computer oppure con un collegamento ad Internet al sito del produttore; per molti programmi esistono dei keygen, categoria di programmi che generano un seriale valido per sbloccare altri software. Dall'esame di molti seriali di un dato prodotto, si riusciva a interpolare e ricostruire l'algoritmo di generazione dei codici, tenuto segreto dal produttore.

## Caratteristiche
Le principali caratteristiche dei DRM sono:
- soddisfare le esigenze di protezione delle grandi imprese multinazionali nei confronti della libertà dell'utente;
- sviluppare modelli di business rigido, dove l'utente può solo sottostare ai termini a lui imposti;
- impedire all'utente il libero accesso ai file.

Uno dei primi sistemi DRM conosciuti è il Content Scrambling System (CSS), ideato dal DVD Forum per i film in DVD. Tale sistema prevede la crittografia dei supporti con una chiave segreta fornita ai produttori di hardware e software di lettura a patto di accettare specifiche condizioni di licenza (e pagare una quota), tra cui il divieto, ad esempio, di fornire audio digitale ad alta qualità.; quindi, i DVD video con questa particolare tecnologia non potranno essere masterizzati e/o copiati. Per copiarli o masterizzarli si deve disporre di programmi di decodifica CSS (come Any DVD o DVD Region+CSS Free); questi Programmi di decodifica CSS si possono usare solo negli Stati in cui è permesso il loro uso.
Anche per i file audio regolarmente acquistati nei negozi di musica digitale in Internet vari schemi di DRM sono stati direttamente integrati nei file per costringere l'utente ad una serie di limitazioni, come ad esempio il limite del numero di dispositivi o tipi di dispositivi sui quali quei file possono essere riprodotti.
Molti produttori di eBook usano una implementazione simile di DRM per limitare il numero di computer sui quali l'eBook può essere visualizzato o anche quante volte può essere letto.
Nel mondo dei documenti tecnico-professionali, il PDF, acquistato con protezione DRM, è ad esempio visualizzabile solo attraverso il dispositivo che lo ha materialmente scaricato e/o non è stampabile (ovviamente la copia e riproduzione su altro dispositivo non si visualizza).
Alcune volte è accaduto che alcune implementazioni dei DRM si traducessero in una minaccia reale per la sicurezza informatica dei computer degli utenti che usavano quei prodotti, come la diffusione della Sony di un rootkit-DRM che, di fatto, apriva un'enorme falla nella sicurezza dei sistemi informatici.

## L'utilizzo da parte di Microsoft
Microsoft è stata la prima azienda a implementare un meccanismo di attivazione del software nei suoi prodotti. Con Microsoft Reader, gli eBook acquistati venivano protetti dalla copia non autorizzata mediante la connessione, attraverso la rete Internet, ad un server cui venivano fornite informazioni che identificavano il dispositivo e il file. Se l'utente aveva realmente acquistato il prodotto, la lettura poteva iniziare.
In seguito la tecnologia di attivazione è stata implementata in Windows XP e Microsoft Office XP. In ambo i casi l'utente, acquistando i diritti di utilizzo del software originale, riceve un codice alfanumerico di 25 caratteri, la cui validità viene inizialmente verificata dal software stesso tramite un algoritmo di hashing. Entro un periodo stabilito (30 giorni) l'utente deve eseguire una verifica online o telefonica comunicando un codice numerico generato in base alla product key e alla configurazione hardware del PC su cui il software è installato. Se la verifica ha successo, il server (o l'operatore) risponde con un codice di conferma riconosciuto dal sistema, che sblocca tutte le sue funzionalità.
La tecnologia di attivazione è oggi adottata da tantissimi produttori di software, ma nella maggior parte dei casi può essere aggirata tramite reverse engineering.

## Scopi
I principali scopi del DRM sono tre.
- Certificazione di legittimità dell'uso e/o di piena titolarità dei diritti d'autore: permette di identificare l'esemplare legittimamente licenziato e quindi anche le eventuali copie illegali di file. Nel caso di un file audio, prima di essere compresso vengono inserite delle informazioni aggiuntive sul diritto d'autore utilizzando una tecnica chiamata PCM watermarking.
- Controllo d'accesso: per controllare la regolarità dell'accesso al contenuto di un file audio viene aggiunto uno speciale marcatore all'interno del file originario tramite una tecnica detta bitstream watermarking, che ha lo scopo di garantirne l'originalità. Il file risultante da questo processo può essere riprodotto solo sui lettori che sono in grado di riconoscere le informazioni di codifica ed è possibile riprodurlo solo per il numero di volte stabilito in fase di acquisto.
- Controllo delle copie illegali: permette di risalire all'iniziale possessore dei file musicali originali, in modo tale da consentire l'individuzione di eventuali violazioni del diritto d'autore, e permette di attuare misure preventive di protezione legale in relazione all'utilizzo delle nuove tecnologie.

I DRM comunque possono contenere anche altre limitazioni, sia in base alle logiche di distribuzione sia in base alle logiche di chi detiene i diritti d'autore sul contenuto.

## Tecniche

### Meccanismo di controllo dell'accesso
Consiste in una misura tecnologica che, nel normale corso del suo funzionamento, richiede l'applicazione di informazioni, o un procedimento o un trattamento, con l'autorizzazione del titolare del diritto d'autore o del titolare dei diritti connessi, al fine di ottenere l'accesso all'opera.

Secondo il modello del DRM, l'accesso all'opera varia a seconda della combinazione fra tre elementi: l'estensione dei diritti concessi all'utente; la categoria di utenti (ad es., paganti e non paganti); il contraccambio (la prestazione offerta in cambio del contenuto).
Questa combinazione è poi tradotta in linguaggio informatico mediante il Rights Expression Language: il REL traduce cioè in un linguaggio comprensibile al device nient'altro che gli EULA (End User License Agreement), ossia gli accordi di licenza con l'utente finale.

Lo studio di soluzioni DRM nasce dal tentativo di poter gestire il controllo sugli aspetti legati alla distribuzione e all'utilizzo. Le pesanti conseguenze di tali sistemi anche per gli utenti di contenuti legittimamente acquistati viene motivata da una forte campagna internazionale contro lo scambio (definita pirateria informatica dalle major) di tali contenuti, condotta dalle case discografiche e cinematografiche, che ha sollevato forti critiche.

### Watermarking
Il watermark è una tecnica che mira a inserire in un flusso digitale (o analogico) delle informazioni di identificazione. A seconda della specifica implementazione, il watermark può essere:
- ben visibile, come il logo di un'emittente televisiva;
- nascosto, tramite steganografia (in questo caso è più difficile da rimuovere).

Inoltre può identificare la singola copia (ID univoco), o l'autore, o il prodotto. Ad esempio, si può supporre che, all'atto dell'acquisto di un DVD protetto da watermark, l'acquirente sia tenuto a fornire un proprio documento al venditore, il quale comunica alla casa produttrice che quel disco è stato acquistato da quella persona. Nel caso, in seguito, venga trovata una copia del film corrispondente al watermark memorizzato in fase di acquisto, diventerebbe possibile identificare la fonte primaria della distribuzione illegale. Questo tipo di pratica non è attualmente applicato, poiché andrebbe a collidere con le normative sulla privacy di molti Stati. Inoltre non tutela l'acquirente del DVD in caso di furto o smarrimento del supporto, accollando a questi una eccessiva responsabilità verso il supporto. Viceversa, si può supporre che un player DVD riproduca senza limiti dischi amatoriali realizzati con una telecamera, ma impedisca la riproduzione di un disco realizzato, ad esempio, per camcording qualora sia presente un watermark conosciuto.

## Nel mondo
I DRM hanno ricevuto una copertura giuridica internazionale grazie all'implementazione della Wipo Copyright Treaty (WCT) del 1996. Il WCT è stato recepito nella maggior parte degli Stati membri del World Intellectual Property Organization. La legge attuativa statunitense è la Digital Millennium Copyright Act (DMCA), mentre in Europa il trattato è stato recepito da una direttiva europea del 2001 sul copyright, che richiede agli Stati membri dell'Unione europea di adottare previsioni legislative concernenti le misure tecnologiche di protezione.
Nel campo video ludico vi sono varie forme di anti-pirateria, una delle quali è Denuvo.

### Italia
La legge italiana sul diritto d'autore (legge 22 aprile 1941 n. 633, in materia di "Protezione del diritto d'autore e di altri diritti connessi al suo esercizio") permette ai titolari di diritti d'autore e di diritti connessi di apporre sulle opere dell'ingegno (brani musicali, film, software, ecc.) misure tecnologiche di protezione efficaci. Esse consistono in tecnologie, dispositivi o componenti che, nel normale corso del loro funzionamento, sono destinati a impedire o limitare atti non autorizzati dal titolare dei diritti. Le "misure tecnologiche di protezione" devono essere rimosse da chi le ha apposte solo in particolari casi stabiliti dalla legge (ad esempio «per fini di sicurezza pubblica o per assicurare il corretto svolgimento di un procedimento amministrativo, parlamentare o giudiziario»).
La legge prevede sanzioni penali nelle ipotesi di elusione dei DRM, come nel caso degli articoli 171-bis (che si applica solo nei casi in cui l'opera dell'ingegno è un "programma per elaboratore") e 171-ter della citata legge 633/41. Ai sensi del primo, è punito con reclusione e multa chiunque, per trarne profitto, abusivamente importa, distribuisce, vende, detiene a scopo commerciale o imprenditoriale o concede in locazione programmi o qualsiasi mezzo inteso unicamente a consentire o facilitare la rimozione arbitraria o l'elusione funzionale di dispositivi applicati a protezione di un software. L'art. 171-ter della legge 633/41, poi, punisce penalmente con reclusione e multa chiunque, per uso non personale e a fini di lucro, fabbrica, importa, distribuisce, vende, noleggia, cede a qualsiasi titolo, pubblicizza per la vendita o il noleggio, o detiene per scopi commerciali, attrezzature, prodotti o componenti oppure presta servizi che abbiano la prevalente finalità o l'uso commerciale di eludere le misure tecnologiche di protezione; lo stesso accade se le attrezzature, i prodotti o i componenti sono stati principalmente progettati, prodotti, adattati o realizzati per rendere possibile o facilitare l'elusione delle stesse misure. Lo stesso articolo punisce penalmente anche chi abusivamente rimuove o altera le informazioni elettroniche poste sulle opere dell'ingegno. Tali informazioni identificano l'opera protetta e l'autore (o qualsiasi altro titolare dei diritti). L'art. 174-ter della legge 633/41 punisce con la sanzione amministrativa di 154 € (oltre la confisca e la pubblicazione del provvedimento) chiunque acquista o noleggia attrezzature, prodotti o componenti atti ad eludere misure di protezione tecnologiche.
Appare problematico il rapporto con l'equo compenso: difatti, la presenza di sistemi di DRM, secondo la legge, non può impedire al legittimo possessore di un'opera dell'ingegno di effettuarne una copia privata (anche solo analogica) per uso personale. Pertanto, i titolari dei diritti d'autore devono far sì che ciò sia possibile (articolo 71-sexies, IV comma, della legge 633/41). Per "indennizzare" i titolari dei diritti d'autore dall'esercizio di tale facoltà, la legge prevede un "equo compenso"; esso consiste in una somma imposta sul prezzo di apparecchiature idonee a registrare contenuti audio o video (masterizzatori, videoregistratori, audioregistratori, periferiche di memorizzazione come schede di memoria, ecc.) e sui relativi supporti vergini. Questo compenso viene incamerato dalla SIAE che poi lo distribuisce ai titolari dei diritti d'autore. La presenza di DRM, però, può rendere virtualmente impossibile effettuare la copia privata.

### Stati Uniti d'America
La Digital Millennium Copyright Act (DMCA) è un'estensione della legge sul copyright degli Stati Uniti d'America approvata all'unanimità il 14 maggio 1998, che criminalizza la produzione e la diffusione delle tecnologie da parte di utenti che aggirano i metodi tecnici di copia-limitazione, rendendo tutte le forme dei software illegali. Il 22 maggio 2001, l'Unione europea ha approvato la UE Copyright Directive, un'implementazione della WIPO Copyright Treaty che richiamava la DMCA un'esecuzione del Trattato del copyright del 1996 WIPO che ha richiamato molte delle stesse edizioni del DMCA.
Il DMCA è stato in gran parte inefficace nella protezione dei sistemi di DRM. Tuttavia, la legge è stata usata per limitare la diffusione di tale software inibendo la distribuzione e lo sviluppo, come nel caso di DeCSS.

### Unione Europea
La Corte di giustizia dell'Unione Europa, con la sentenza C-128/11 ha stabilito la liceità della cessione di software usato anche se dotato di DRM. Ne deriva che i DRM non possono essere configurati in modo da impedire all'acquirente del software di "seconda mano" di fruire, nei limiti della licenza di quanto acquistato.
La sentenza C-263-18 del dicembre 2019 stabilisce invece che, per quanto riguarda gli e-book, il diritto azionato non è quello di distribuzione, bensì quello di comunicazione al pubblico; ne consegue che la rivendita di un e-book senza autorizzazione del titolare dei diritti costituisce una violazione del diritto d'autore.

## Il dibattito e le critiche

Parodia del logo della campagna Home Taping Is Killing Music.

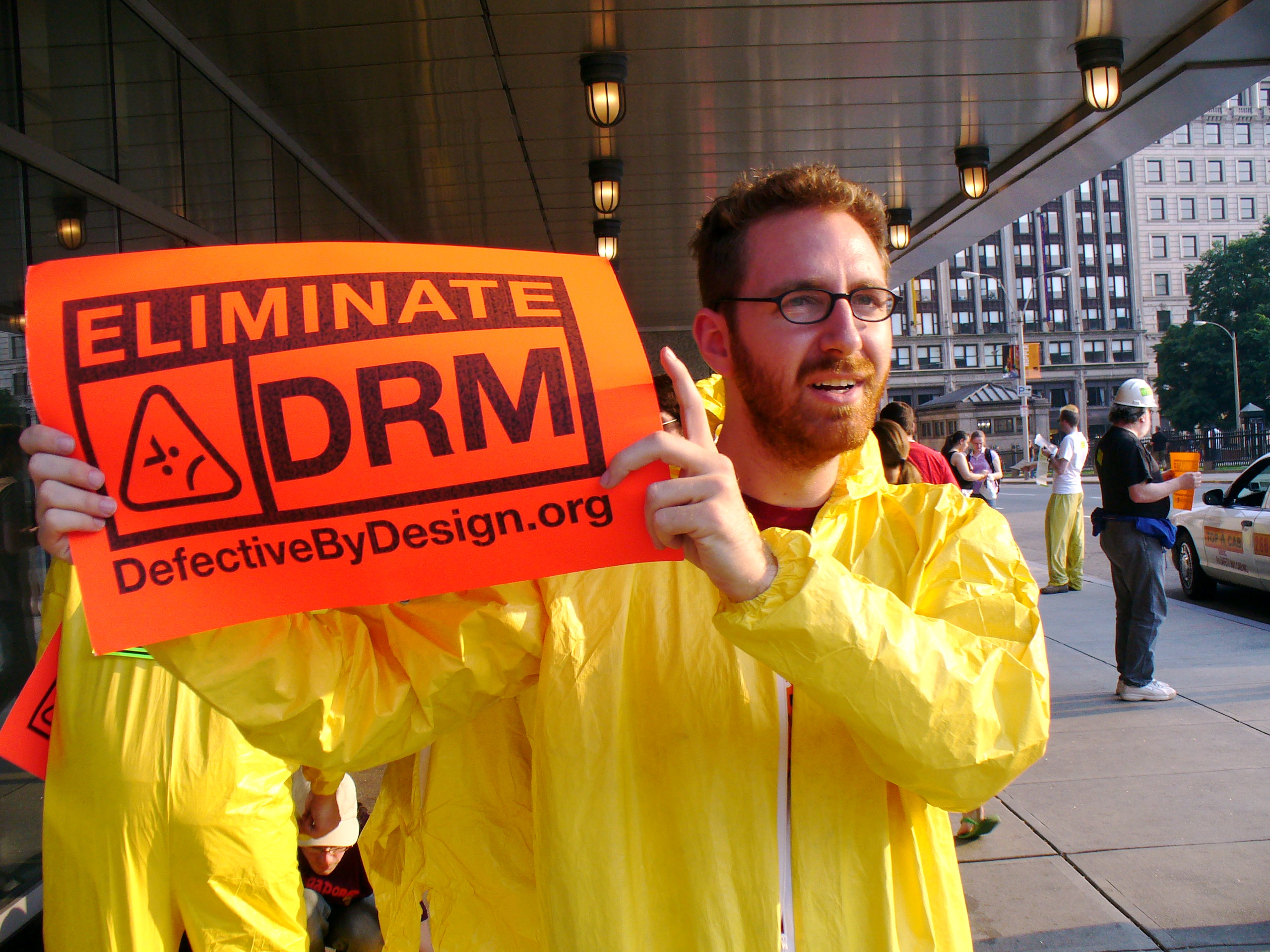
Attivista della campagna Defective by Design protesta contro i DRM (maggio 2007).

Benché sia possibile implementare funzioni anticopia anche nelle uscite audio/video analogiche, la natura stessa dell'analogico fa sì che nessuna di tali protezioni sia realmente efficace. Per questo motivo, le aziende riunite nella RIAA e nella MPAA indicano le uscite audio/video analogiche, con l'espressione dispregiativa di analog hole (letteralmente "buco analogico" o "falla analogica"). Attualmente però, questo tipo di connettori garantisce l'interoperabilità fra le varie apparecchiature, per esempio, permettendo di collegare le cuffie o le casse amplificatrici al proprio computer, o il proprio lettore MP3 al jack dell'autoradio.
La maggior parte delle apparecchiature audio e video digitali hanno uscite con funzioni di DRM e di crittazione dei segnali in uscita dai riproduttori (ad esempio l'HDMI), e limitano sia la copia che la riproduzione dei contenuti.
Richard M. Stallman, informatico di fama mondiale, ha voluto sottolineare l'invasività di molte tecnologie DRM (si veda, come esempio, il rootkit utilizzato da Sony in diverse sue produzioni) reinterpretando l'acronimo come "Digital Restrictions Management" (letteralmente "gestione delle restrizioni digitali").
La tecnologia DRM di fatto limita pesantemente la libertà dell'utente finale. Per questa ragione la Free Software Foundation, fondata da Stallman, promuove Defective by Design, un'iniziativa anti-DRM.
Poiché attraverso la tecnologia dei DRM è possibile controllare la distribuzione di ogni contenuto digitale, potenzialmente può essere implementato un sistema di censura su vasta scala. Per esempio, nel 2009 Amazon rimosse dai suoi ebook due libri di George Orwell, 1984 e La fattoria degli animali, rendendoli inaccessibili anche a coloro che li avevano acquistati. Tale episodio, sebbene giustificato dal fatto che era stato violato il diritto di autore, mostra pienamente le potenzialità negative di questa tecnologia. Infatti, se la facile rintracciabilità dei file gestiti mediante DRM permette un facile controllo delle licenze del diritto d'autore ad essi attribuite, la possibilità di imporre indiscriminatamente limitazioni sull'uso dei file viene vista da molti (tra cui gli attivisti della campagna Defective by Design) come una minaccia all'esercizio dei diritti sui contenuti legalmente acquistati. Questa minaccia deriva dal fatto che il sistema DRM non è in grado di distinguere i contesti di utilizzo e fruizione delle opere digitali, quindi, come messo in luce dall'episodio di Amazon del 2009, apre la possibilità a violazioni della privacy degli utenti legittimi e all'acquisizione dei loro dati personali.
Universal e Virgin sono le due uniche major che vendono brani anche in formato MP3, privo di DRM, anche se ultimamente altre major stanno pensando di eliminare il DRM dai loro brani.